# Fundació Catalunya Cultura
La Fundació Catalunya Cultura és una fundació constituïda el 23 d'octubre de 2014. Vol ser una plataforma per incentivar la col·laboració entre el sector empresarial i l'àmbit de la creativitat, la innovació i el patrimoni, amb l'objectiu de trobar noves formes de finançament que permetin impulsar nous projectes culturals. És impulsada pel Departament de Cultura de la Generalitat de Catalunya i per un grup d'empreses de referència, amb la col·laboració del Consell Nacional de la Cultura i les Arts (CoNCa) i l'Institut Català de Finances. Enric Crous és el president del Patronat de la Fundació Catalunya Cultura.
El Programa IMPULSA Cultura, les activitats i espais de debat i l'impuls d'una nova llei de mecenatge són els tres eixos d'actuació de la Fundació Catalunya Cultura. El Programa IMPULSA Cultura (PIC) és la plataforma que ofereix un aparador permanent a aquells creadors que tenen un projecte que cerca finançament. És la finestra a consultar per a mecenes, patrocinadors o inversors, siguin ciutadans o empreses, que cerquen una oportunitat de col·laborar o invertir en un projecte cultural. “Espai en blanc” és el marc de reflexió i de connexió entre les empreses i el sector cultural. Des de la Fundació Catalunya Cultura organitzen trobades, jornades de debat i taules de treball per repensar la col·laboració entre cultura i empresa.
Finalment, la Fundació Catalunya Cultura és un instrument per impulsar la nova llei de mecenatge i altres mesures legislatives i fiscals que beneficiïn la cultura. Ha introduït el debat sobre el mecenatge a l'agenda política, fa propostes de modificació de les condicions fiscals actuals, promou campanyes de reconeixement i impuls del mecenatge. I està encapçalant l'elaboració de la nova Llei de Mecenatge creant el consens necessari entre el sector empresarial i el món cultural. Des de desembre de 2018 la seva directora és Maite Esteve.

## Composició

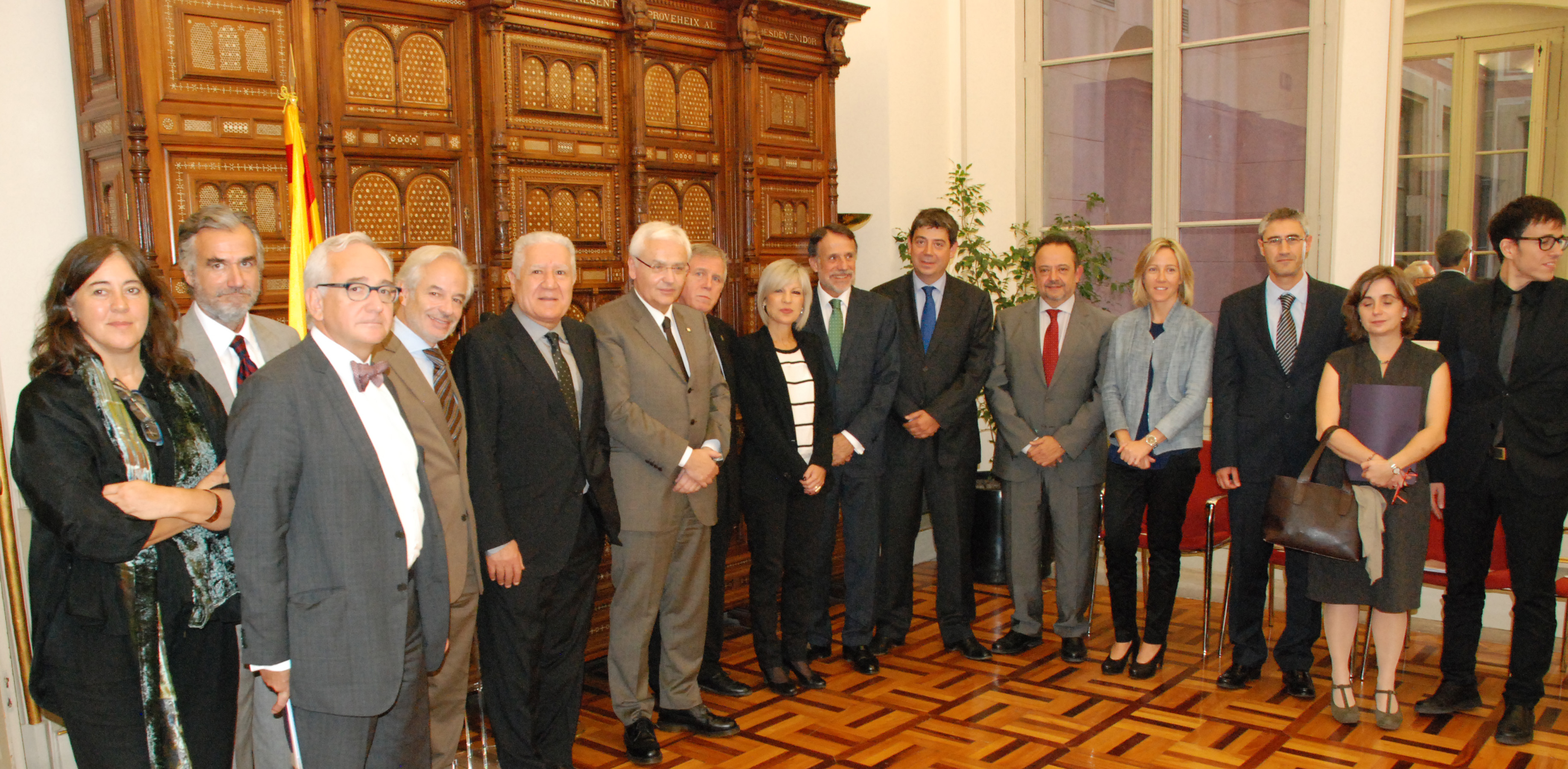
Comissió de la Fundació Catalunya Cultura

La Fundació està formada per les següents entitats:
- Patronat: Enric Crous | DAMM, Eloi Planes | Fluidra, Miquel Molins | Fundación Banc Sabadell, Ferran Rodés | Acta Diurna, Xavier Gramona | Gramona, José Creuheras | Grupo Planeta, Ramon Pastor | HP, Josep-Ramon Sanromá | Institut Català de Finances, Jaume Giró | Fundación Bancària "la Caixa",Javier Linares | FACC-BBVA,Miquel Martí | Moventia

- Consell de Mecenatge: Lluís Bassat | Fundación Carmen i Lluís Bassat, Sergi Ferrer-Salat | Fundació de Música Ferrer-Salat, Antoni Abad | CECOT, Gabriel de Mariscal | Llet Nostra, José Luis Díaz-Varela | Grupo Indukern, Santiago Sabatés | Eurofragance, Eusebio Güell | Fundació Güell, Antoni Vila Casas | Fundació Vila Casas, Miquel Roca | Roca Junyent, Sofia Lluch | Lluch Essence, Pau Relat | Matholding, Fundació MRW | Josefina Domènech, Angel Hermosilla | Pimec, Josep Ametller | Ametller Origen

- Amb el Suport de: Departament de Cultura. Generalitat de Catalunya, CoNCA, Diputació de Barcelona, Diputació de Girona ,Diputació de LLeida - Institut d'Estudis Ilerdencs, Ministerio de Educación, cultura y deporte. Gobierno de España

- Institucions Col·laboradores: Consell General de Cambres de Catalunya, Pimec, Barcelona Activa. Ajuntament de Barcelona

## Objectius
Els objectius principals de la Fundació són:
- Identificar i impulsar l'increment dels recursos que es destinen a la cultura
- Incentivar i facilitar noves experiències de col·laboració del sector privat en el desenvolupament de projectes culturals
- Canalitzar noves possibilitats d'ocupació dels seus agents i creadors
- Desenvolupar una xarxa de col·laboració pública-privada dins el marc de responsabilitat social corporativa de les empreses i emprenedors amb activitat a Catalunya
- Crear una plataforma social que ajudi a recuperar la visibilitat de la cultura com a projecte estructural, eix vertebrador i instrument cohesionador de la societat
- Crear un moviment positiu i participatiu de la societat civil en el suport als projectes culturals
- Transferir la mentalitat emprenedora i d'innovació del món creatiu als projectes empresarials, a fi d'ajudar a construir un esperit d'avantguarda i contemporaneïtat tant als sectors econòmics com al conjunt del país[1]

## Estructura i funcionament
La Fundació compta amb els òrgans de govern següents: Patronat, Comissió Executiva, Direcció, Consell Social i de Mecenatge i una Comissió de Projectes. El Patronat és l'òrgan de govern i administració de la Fundació. Fixa les línies generals sobre la distribució i aplicació dels fons disponibles entre les finalitats de la Fundació; elaborarà un pla d'actuació i el pressupost anual; nomenarà els membres de la Comissió Executiva així com el director o directora de la Fundació, i signarà acords i convenis de col·laboració amb altres entitats públiques o privades. El Patronat es reunirà en sessions ordinàries almenys dues vegades l'any, i obligatòriament durant el primer semestre de l'any natural amb la finalitat d'aprovar formalment els comptes anuals de l'exercici anterior. Estarà format per un mínim de 8 i un màxim de 20 membres, que seran, com a membres nats, representants de les empreses fundadores; personalitats de reconegut prestigi en el camp de l'empresa, la cultura. També hi són representats el Departament de Cultura, el CoNCA i l'Institut Català de Finances.
En el marc de la Fundació, es crearà el Consell Social i de Mecenatge, que estarà format per totes aquelles empreses, entitats o persones físiques que col·laborin en el finançament de les activitats i projectes impulsats per la Fundació.